# Tuzo leśny
Tuzo leśny (Zygogeomys trichopus) – gatunek ssaka z podrodziny Geomyinae w obrębie rodziny gofferowatych (Geomyidae). 

## Zasięg występowania
Tuzo leśny znany tylko z małych obszarów w okolicy jeziora Pátzcuaro, w północno-środkowej części meksykańskiego stanu Michoacán. Spotykany jest w czterech głównych lokalizacjach – w okolicach: Cerro Tancitaro, Cerro Patamban, Nahuatzen i Pátzcuaro. Występuje na terenach położonych powyżej 2200 m n.p.m..
Zasięg występowania w zależności od podgatunku:
- Z. trichopus trichopus – Cerro Patamban i Cerro Tancitaro w północno-zachodnim Michoacán, Meksyk.
- Z. trichopus tarascensis – okolice Patzcuaro w środkowym Michoacán, Meksyk.

## Taksonomia
Gatunek po raz pierwszy naukowo opisał w 1895 roku amerykański zoolog Clinton Hart Merriam nadając mu nazwę Zygogeomys trichopus. Holotyp pochodził z Nahuatzin, w Michoacan, w Meksyku. Jedyny przedstawiciel rodzaju tuzo (Zygogeomys) który opisał w 1895 również Clinton Hart Merriam.
Autorzy Illustrated Checklist of the Mammals of the World rozpoznają dwa podgatunki.

### Etymologia
- Zygogeomys: gr. ζυγος zugos „jarzmo”; rodzaj Geomys Rafinesque, 1817 (goffer)[10].
- trichopus: gr. θριξ thrix, τριχος trikhos „włosy”[11]; πους pous, ποδος podos „stopa”[12].
- tarascensis: Purepecha lub Taraskowie, grupa etniczna zamieszkująca w meksykańskim stanie Michoacán[5].

## Morfologia
Długość ciała (bez ogona) 170–240 mm, długość ogona 60–100 mm; masa ciała 190–580 g. Samce tuzo leśnego są zwykle większe i cięższe od samic.

## Zagrożenia
Czerwona księga gatunków zagrożonych publikowana przez Międzynarodową Unię Ochrony Przyrody i Jej Zasobów (IUCN) określa gatunek jako zagrożony (EN), bowiem zakres występowania jest mniejszy niż 5000 km². Naukowcy odnotowali jedynie 6 lokalizacji, a siedlisko jest znacznie rozdrobnione. Następuje ciągły spadek liczebności populacji.